# Rotamah Island
Rotamah Island är en ö i Australien. Den ligger i delstaten Victoria, omkring 240 kilometer öster om delstatshuvudstaden Melbourne. Genomsnittlig årsnederbörd är 872 millimeter. Den regnigaste månaden är juni, med i genomsnitt 176 mm nederbörd, och den torraste är juli, med 26 mm nederbörd.